# إعلان القاهرة الفلسطيني (2005)
إعلان القاهرة الفلسطيني هو إعلان تم توقيعه في 19 مارس 2005 من قبل اثني عشر فصيلاً فلسطينياً، بما في ذلك فتح وحماس والجهاد الإسلامي والجبهة الشعبية لتحرير فلسطين والجبهة الديمقراطية لتحرير فلسطين. وأكد إعلان القاهرة على مكانة منظمة التحرير الفلسطينية كممثل شرعي وحيد للشعب الفلسطيني من خلال مشاركة كافة القوى والفصائل فيها وفق المبادئ الديمقراطية. وقد تضمن الإعلان إصلاح منظمة التحرير الفلسطينية من خلال ضم حركتي حماس والجهاد الإسلامي إليها.
ومن بين الموقعين على الرسالة حركة فتح برئاسة محمود عباس وحركة حماس برئاسة خالد مشعل.

## خلفية
كانت نقطة الخلاف الرئيسية بين الفصائل الكبرى في حماس وفتح (بما في ذلك منظمة التحرير الفلسطينية) ولا تزال أن فتح أدانت رسميا المقاومة المسلحة، في حين لا تزال حماس تشجع الكفاح المسلح ضد الاحتلال الإسرائيلي.
توفي ياسر عرفات، رئيس السلطة الفلسطينية، في 11 نوفمبر 2004. أجريت الانتخابات الرئاسية الفلسطينية لشغل المنصب في 9 يناير 2005 في كل من الضفة الغربية وغزة، ولكن قاطعتها كل من حماس والجهاد الإسلامي. وأسفرت الانتخابات عن انتخاب رئيس منظمة التحرير الفلسطينية محمود عباس رئيساً لفترة ولاية مدتها أربع سنوات.
في 16 فبراير/شباط 2005، وافق البرلمان الإسرائيلي ( الكنيست ) على خطة الانسحاب الإسرائيلي من غزة، الأمر الذي كان من شأنه أن يغير العلاقات الإسرائيلية الفلسطينية في غزة بشكل جذري.
كان إعلان القاهرة، الذي تم توقيعه في 19 مارس 2005 في نهاية اجتماع استمر ثلاثة أيام في القاهرة، محاولة مبكرة للمصالحة بهدف توحيد الفصائل الفلسطينية ضد الاحتلال الإسرائيلي، وإعادة هيكلة منظمة التحرير الفلسطينية وتجنب المزيد من التفاعلات العنيفة بين الجماعات الفلسطينية.
واكتمل الانسحاب الإسرائيلي من غزة من جانب واحد في 12 سبتمبر/أيلول 2005.

## تفاصيل
يحتوي الإعلان على 6 نقاط:
1. واستذكرت " حق الشعب الفلسطيني في المقاومة لإنهاء الاحتلال "، وحقه في إقامة الدولة الفلسطينية وعاصمتها القدس، وحق العودة للاجئين الفلسطينيين.
2. ودعت إلى استمرار "أجواء التهدئة الفلسطينية مقابل التزام إسرائيل بوقف كل أشكال العدوان" ضد الأرض والشعب الفلسطيني.
3. وحذرت من الجدار العازل الإسرائيلي في الضفة الغربية وتهويد القدس.
4. وأكدت على ضرورة استكمال إصلاح الشأن الفلسطيني، بما في ذلك الديمقراطية والانتخابات المحلية والتشريعية وإدخال نظام انتخابي على أساس التمثيل النسبي.
5. وجاء في البيان أن الأطراف اتفقت على إصلاح منظمة التحرير الفلسطينية "بحيث تضم كافة القوى والفصائل الفلسطينية، باعتبارها المنظمة الممثل الشرعي والوحيد للشعب الفلسطيني". وسيتم تشكيل لجنة لتحديد أسس التطوير.
6. وأكدت أن "الحوار هو الوسيلة الوحيدة للتفاعل بين كافة الفصائل، ودعماً للوحدة الوطنية ووحدة الصف الفلسطيني". يجب منع استخدام الأسلحة في النزاعات الداخلية.

## العواقب
أجريت الانتخابات التشريعية الفلسطينية في 25 يناير/كانون الثاني 2006، وأسفرت عن فوز حماس. في 29 مارس/آذار 2006، شكل زعيم حماس إسماعيل هنية حكومة جديدة للسلطة الفلسطينية تتكون في معظمها من أعضاء حماس، بعد أن رفضت فتح والفصائل الأخرى الانضمام إليها. واستمرت حماس في عدم الاعتراف بإسرائيل والاتفاقيات السابقة، مما دفع جزءاً كبيراً من المجتمع الدولي، وخاصة إسرائيل والولايات المتحدة والدول الأوروبية، إلى عدم التعامل مع حكومة حماس وفرض العقوبات عليها. وفي أعقاب اختطاف جلعاد شاليط على يد مسلحي حماس في 25 يونيو/حزيران 2006 في غارة عبر الحدود عبر نفق خارج غزة، اعتقلت إسرائيل ما يقرب من ربع أعضاء المجلس التشريعي الفلسطيني والوزراء في الضفة الغربية خلال شهر أغسطس/آب 2006، وشددت من مقاطعة غزة وغيرها من التدابير العقابية. وقد دعت وثيقة الأسرى الفلسطينيين (المعروفة أيضاً بوثيقة الوفاق الوطني الفلسطيني) المؤرخة في 28 يونيو/حزيران 2006 إلى تنفيذ إعلان القاهرة.
في يونيو/حزيران 2007، وبعد استيلاء حماس على غزة، عندما سيطر مقاتلو حماس على قطاع غزة وأزالوا جميع مسؤولي فتح، أعلن الرئيس عباس في 14 يونيو/حزيران حالة الطوارئ بموجب مرسوم رئاسي، وأقال حكومة الوحدة الوطنية التي يرأسها هنية، وعين حكومة طوارئ وعلق العمل ببنود القانون الأساسي، للالتفاف على موافقة المجلس الوطني الفلسطيني اللازمة. 
وهدد الرئيس عباس في 18 يوليو/تموز 2007 بإلغاء إعلان القاهرة، الأمر الذي كان من شأنه أن يؤدي إلى طرد حماس والجهاد الإسلامي من منظمة التحرير الفلسطينية. وحثت الجبهة الشعبية لتحرير فلسطين والجبهة الديمقراطية لتحرير فلسطين عباس على عدم إلغاء الإعلان.

## روابط خارجية
- نص إعلان القاهرة الفلسطيني 2005
- نحو المصالحة الوطنية الفلسطينية  مجموعة من الوثائق. مركز جنيف للرقابة الديمقراطية على القوات المسلحة (DCAF). متوفر هنا نسخة محفوظة 2015-03-29 على موقع واي باك مشين.